# Фурка (биология)
Фу́рка (лат. furca) — пара придатков на конце брюшного сегмента у некоторых членистоногих.

## Описание
У ракообразных — тельсон.

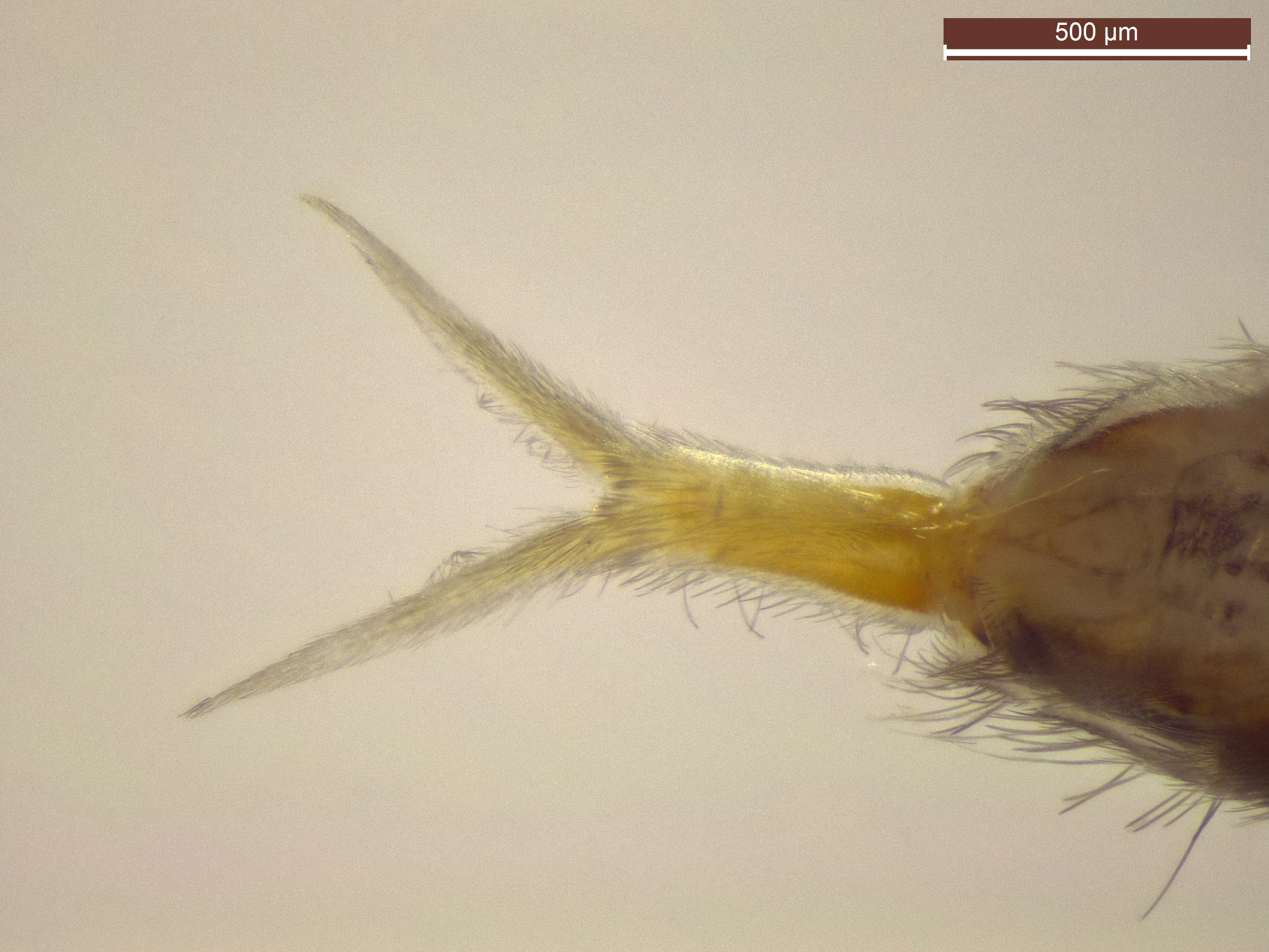
Orchesella cincta, фурка

У ногохвосток — фурка (служит для прыжков).
У насекомых — вырост внутреннего хитинового скелета груди.
Форма и строение фурки могут рассматриваться для определения видовой принадлежности животного.
У многих высших раков, например, у десятиногих, на ранних стадиях
личиночного развития фурка есть, но в конце метаморфоза она превращается в тельсон.